# Liquiditäts-Konsortialbank
Die Liquiditäts-Konsortialbank GmbH i.L., auch als LIKO-Bank bekannt, mit Sitz in Frankfurt am Main war eine Spezialbank. Sie wurde 1974 unter dem Eindruck der Herstatt-Bank-Krise von der Deutschen Bundesbank sowie weiteren Unternehmen des deutschen Kreditgewerbes gegründet. Nachdem der LIKO-Bank auch im Rahmen der Bewältigung der Finanzkrise ab 2007 keine Bedeutung mehr zukam, beschloss die Gesellschafterversammlung 2014 ihre Auflösung. Im November 2015 wurde eine „Liquidationsschlussbilanz zum 2. November 2015“ veröffentlicht, nach der die „Liquidation als beendet anzusehen“ sei. Mit Stand vom Januar 2018 war das Unternehmen jedoch nach wie vor im Handelsregister eingetragen.

## Struktur
Sowohl die Deutsche Bundesbank wie auch andere an ihr beteiligte Banken waren an den Stammeinlagen der privatrechtlich organisierten Liquiditäts-Konsortialbank beteiligt. Auf die entsprechende Stammeinlage bestand eine hohe Nachschusspflicht.

## Aufgabe
Die Aufgabe der Bank gewann im Zusammenhang mit der Einlagensicherung an Bedeutung. Die Unterstützung einer Bank durch die Liquiditäts-Konsortialbank hatte dabei einen abschirmenden Charakter. Sie stellte einer Bank in einer finanziellen Engpasssituation die notwendige Liquidität zur Verfügung, um die Abwicklung deren in- und ausländischen Zahlungsverkehrs sicherzustellen. Auf diese Weise sollte die Insolvenz und dadurch der Verlust der entsprechenden Kundeneinlagen verhindert werden. Voraussetzung für die Gewährung der Hilfe war dabei, dass die unterstützte Bank über eine einwandfreie Bonität verfügte.

## Funktionsweise
Die Liquidität wurde der illiquiden Bank in Form der Umwandlung qualitativ hochwertiger nicht-zentralbankfähiger Wechsel in zentralbankfähige Wechsel gewährt.

## Bedeutung
Bis zur Schaffung der Europäischen Wirtschafts- und Währungsunion (EWWU) kam der Liquiditäts-Konsortialbank für den Währungsraum der Deutschen Mark die Funktion als Kreditgeber letzter Instanz zu. Dies deshalb, da die an ihr beteiligte Deutsche Bundesbank aufgrund ihrer finanzwirtschaftlichen Stellung die Hilfsmaßnahmen in theoretisch unbegrenztem Umfang durchführen konnte. Diese Möglichkeit ist seit Gründung der Europäischen Zentralbank entfallen. Die Bedeutung der Bank war seither sehr gering. Während ihres Bestehens wurden nur neun Anträge auf Hilfen gestellt, von denen lediglich vier bewilligt wurden, zuletzt 1985.
Während der Finanzkrise ab 2007 wurde die Liquiditäts-Konsortialbank nicht als Instrument zur Bankenrettung eingesetzt. Im April 2010 wurde daher in der Presse über Forderungen zur Auflösung der Bank spekuliert.

## Auflösung
Die Gesellschafterversammlung hat am 4. April 2014 einstimmig die Auflösung der Bank zum 31. Juli 2014 beschlossen. Seitdem wird die Gesellschaft abgewickelt. Zum 2. November 2015 wurde der Jahresabschluss und die Liquidationsschlussbilanz für das letzte Geschäftsjahr (Rumpfgeschäftsjahr) vom 1. August 2015 bis zum 2. November 2015 erstellt.